# 柘港乡
柘港乡，是中华人民共和国江西省上饶市鄱阳县下辖的一个乡镇级行政单位。

## 行政区划
柘港乡下辖以下地区：
莲麓村、金潭村、胡家村、九虞村、柘港村、明德村、莲港村、莲南村、荷塘村、南水村、桂林村、横溪村、垅里村、瑞洪村、潼东村、潼丰村和云湾村。

## 交通
- 351国道过境。